# Renewi Tour 2023
La 18.ª edición de la competición ciclista Renewi Tour es una carrera de ciclismo en ruta por etapas que se celebra entre el 23 de agosto y el 27 de agosto de 2023 en los países de Bélgica y los Países Bajos con inicio en la ciudad de Blankenberge y final en la de Bilzen sobre un recorrido de 734,4 kilómetros.
La carrera forma parte del UCI WorldTour 2023, calendario ciclístico de máximo nivel mundial, siendo la vigésima novena carrera de dicho circuito.

## Equipos participantes
Tomaron parte en la carrera 22 equipos: 18 de categoría UCI WorldTeam y 4 de categoría UCI ProTeam, quienes conformaron un pelotón de 154 ciclistas. Los equipos participantes fueron:
| WorldTeams (18)- AG2R Citroën Team - Alpecin-Deceuninck - Astana Qazaqstan Team - Bahrain Victorious - Bora-Hansgrohe - Cofidis - EF Education-EasyPost - Groupama-FDJ - Ineos Grenadiers - Intermarché-Circus-Wanty - Jumbo-Visma - Movistar Team - Soudal Quick-Step - Arkéa-Samsic - Team DSM-Firmenich - Team Jayco AlUla - Lidl-Trek - UAE Team Emirates ProTeams (4)- Bingoal WB - Israel-Premier Tech - Lotto Dstny - Team Flanders-Baloise |
| |

## Recorrido
| Etapa     | Fecha     | Recorrido               | type                    | Distancia (km) | Ganador          | Líder            |
| --------- | --------- | ----------------------- | ----------------------- | -------------- | ---------------- | ---------------- |
| 1.ª etapa | 23 de ago | Blankenberge – Ardooie  | etapa llana             | 182,9          | Jasper Philipsen | Jasper Philipsen |
| 2.ª etapa | 24 de ago | Esclusa – Esclusa       | contrarreloj individual | 13,6           | Joshua Tarling   | Joshua Tarling   |
| 3.ª etapa | 25 de ago | Aalter – Geraardsbergen | etapa escarpada         | 171,2          | Mike Teunissen   | Tim Wellens      |
| 4.ª etapa | 26 de ago | Beringen – Peer         | etapa llana             | 179,4          | Samuel Welsford  | Tim Wellens      |
| 5.ª etapa | 27 de ago | Riemst – Bilzen         | etapa escarpada         | 187,3          | Matej Mohorič    | Tim Wellens      |

## Desarrollo de la carrera

### 1.ª etapa
| Blankenberge - Ardooie | etapa llana | (182,9 km) |

| \| Clasificación de la etapa \| Clasificación de la etapa \| Clasificación de la etapa \| Clasificación de la etapa \| Clasificación de la etapa \| \| Ciclista \| Ciclista \| Equipo \| Tiempo \| \| \| ------------------------- \| ------------------------- \| ------------------------- \| ------------------------- \| ------------------------- \| \| 1.º \| Jasper Philipsen \| Alpecin-Deceuninck \| 3 h 51 min 33 s \| \| \| 2.º \| Tim Merlier \| Soudal Quick-Step \| + 0 s \| \| \| 3.º \| Olav Kooij \| Jumbo-Visma \| + 0 s \| \| \| 4.º \| Arnaud De Lie \| Lotto Dstny \| + 0 s \| \| \| 5.º \| Dylan Groenewegen \| Team Jayco AlUla \| + 0 s \| \| \| 6.º \| Matteo Trentin \| UAE Team Emirates \| + 0 s \| \| \| 7.º \| Laurence Pithie \| Groupama-FDJ \| + 0 s \| \| \| 8.º \| Arne Marit \| Intermarché-Circus-Wanty \| + 0 s \| \| \| 9.º \| Elia Viviani \| Ineos Grenadiers \| + 0 s \| \| \| 10.º \| Clément Russo \| Arkéa-Samsic \| + 0 s \| \| |                   |                          |                 |
| |                   |                          |                 |
| Fuente: ProCyclingStats |                   |                          |                 |
| Clasificación de la etapa |                   |                          |                 |
| Ciclista | Ciclista          | Equipo                   | Tiempo          |
| 1.º | Jasper Philipsen  | Alpecin-Deceuninck       | 3 h 51 min 33 s |
| 2.º | Tim Merlier       | Soudal Quick-Step        | + 0 s           |
| 3.º | Olav Kooij        | Jumbo-Visma              | + 0 s           |
| 4.º | Arnaud De Lie     | Lotto Dstny              | + 0 s           |
| 5.º | Dylan Groenewegen | Team Jayco AlUla         | + 0 s           |
| 6.º | Matteo Trentin    | UAE Team Emirates        | + 0 s           |
| 7.º | Laurence Pithie   | Groupama-FDJ             | + 0 s           |
| 8.º | Arne Marit        | Intermarché-Circus-Wanty | + 0 s           |
| 9.º | Elia Viviani      | Ineos Grenadiers         | + 0 s           |
| 10.º | Clément Russo     | Arkéa-Samsic             | + 0 s           |

| \| Clasificación general \| Clasificación general \| Clasificación general \| Clasificación general \| Clasificación general \| \| Ciclista \| Ciclista \| Equipo \| Tiempo \| \| \| --------------------- \| --------------------- \| --------------------- \| --------------------- \| --------------------- \| \| 1.º \| Jasper Philipsen \| Alpecin-Deceuninck \| 3 h 51 min 43 s \| \| \| 2.º \| Alessandro Covi \| UAE Team Emirates \| + 2 s \| \| \| 3.º \| Tim Merlier \| Soudal Quick-Step \| + 4 s \| \| \| 4.º \| Jonas Rutsch \| EF Education-EasyPost \| + 5 s \| \| \| 5.º \| Ceriel Desal \| Bingoal WB \| + 5 s \| \| \| 6.º \| Olav Kooij \| Jumbo-Visma \| + 6 s \| \| \| 7.º \| Arnaud De Lie \| Lotto Dstny \| + 10 s \| \| \| 8.º \| Dylan Groenewegen \| Team Jayco AlUla \| + 10 s \| \| \| 9.º \| Matteo Trentin \| UAE Team Emirates \| + 10 s \| \| \| 10.º \| Laurence Pithie \| Groupama-FDJ \| + 10 s \| \| |                   |                       |                 |
| |                   |                       |                 |
| Fuente: ProCyclingStats |                   |                       |                 |
| Clasificación general |                   |                       |                 |
| Ciclista | Ciclista          | Equipo                | Tiempo          |
| 1.º | Jasper Philipsen  | Alpecin-Deceuninck    | 3 h 51 min 43 s |
| 2.º | Alessandro Covi   | UAE Team Emirates     | + 2 s           |
| 3.º | Tim Merlier       | Soudal Quick-Step     | + 4 s           |
| 4.º | Jonas Rutsch      | EF Education-EasyPost | + 5 s           |
| 5.º | Ceriel Desal      | Bingoal WB            | + 5 s           |
| 6.º | Olav Kooij        | Jumbo-Visma           | + 6 s           |
| 7.º | Arnaud De Lie     | Lotto Dstny           | + 10 s          |
| 8.º | Dylan Groenewegen | Team Jayco AlUla      | + 10 s          |
| 9.º | Matteo Trentin    | UAE Team Emirates     | + 10 s          |
| 10.º | Laurence Pithie   | Groupama-FDJ          | + 10 s          |

### 2.ª etapa
| Esclusa - Esclusa | contrarreloj individual | (13,6 km) |

| \| Clasificación de la etapa \| Clasificación de la etapa \| Clasificación de la etapa \| Clasificación de la etapa \| Clasificación de la etapa \| \| Ciclista \| Ciclista \| Equipo \| Tiempo \| \| \| ------------------------- \| ------------------------- \| ------------------------- \| ------------------------- \| ------------------------- \| \| 1.º \| Joshua Tarling \| Ineos Grenadiers \| 15 min 05 s \| \| \| 2.º \| Tim Wellens \| UAE Team Emirates \| + 14 s \| \| \| 3.º \| Yves Lampaert \| Soudal Quick-Step \| + 18 s \| \| \| 4.º \| Jasper Stuyven \| Lidl-Trek \| + 19 s \| \| \| 5.º \| Florian Vermeersch \| Lotto Dstny \| + 21 s \| \| \| 6.º \| Kasper Asgreen \| Soudal Quick-Step \| + 21 s \| \| \| 7.º \| Daan Hoole \| Lidl-Trek \| + 23 s \| \| \| 8.º \| Mikkel Bjerg \| UAE Team Emirates \| + 24 s \| \| \| 9.º \| Tobias Foss \| Jumbo-Visma \| + 25 s \| \| \| 10.º \| Matej Mohorič \| Bahrain Victorious \| + 26 s \| \| |                    |                    |             |
| |                    |                    |             |
| Fuente: ProCyclingStats |                    |                    |             |
| Clasificación de la etapa |                    |                    |             |
| Ciclista | Ciclista           | Equipo             | Tiempo      |
| 1.º | Joshua Tarling     | Ineos Grenadiers   | 15 min 05 s |
| 2.º | Tim Wellens        | UAE Team Emirates  | + 14 s      |
| 3.º | Yves Lampaert      | Soudal Quick-Step  | + 18 s      |
| 4.º | Jasper Stuyven     | Lidl-Trek          | + 19 s      |
| 5.º | Florian Vermeersch | Lotto Dstny        | + 21 s      |
| 6.º | Kasper Asgreen     | Soudal Quick-Step  | + 21 s      |
| 7.º | Daan Hoole         | Lidl-Trek          | + 23 s      |
| 8.º | Mikkel Bjerg       | UAE Team Emirates  | + 24 s      |
| 9.º | Tobias Foss        | Jumbo-Visma        | + 25 s      |
| 10.º | Matej Mohorič      | Bahrain Victorious | + 26 s      |

| \| Clasificación general \| Clasificación general \| Clasificación general \| Clasificación general \| Clasificación general \| \| Ciclista \| Ciclista \| Equipo \| Tiempo \| \| \| --------------------- \| --------------------- \| --------------------- \| --------------------- \| --------------------- \| \| 1.º \| Joshua Tarling \| Ineos Grenadiers \| 4 h 06 min 58 s \| \| \| 2.º \| Tim Wellens \| UAE Team Emirates \| + 14 s \| \| \| 3.º \| Yves Lampaert \| Soudal Quick-Step \| + 18 s \| \| \| 4.º \| Jasper Stuyven \| Lidl-Trek \| + 19 s \| \| \| 5.º \| Kasper Asgreen \| Soudal Quick-Step \| + 21 s \| \| \| 6.º \| Florian Vermeersch \| Lotto Dstny \| + 21 s \| \| \| 7.º \| Daan Hoole \| Lidl-Trek \| + 23 s \| \| \| 8.º \| Mikkel Bjerg \| UAE Team Emirates \| + 24 s \| \| \| 9.º \| Tobias Foss \| Jumbo-Visma \| + 25 s \| \| \| 10.º \| Matej Mohorič \| Bahrain Victorious \| + 26 s \| \| |                    |                    |                 |
| |                    |                    |                 |
| Fuente: ProCyclingStats |                    |                    |                 |
| Clasificación general |                    |                    |                 |
| Ciclista | Ciclista           | Equipo             | Tiempo          |
| 1.º | Joshua Tarling     | Ineos Grenadiers   | 4 h 06 min 58 s |
| 2.º | Tim Wellens        | UAE Team Emirates  | + 14 s          |
| 3.º | Yves Lampaert      | Soudal Quick-Step  | + 18 s          |
| 4.º | Jasper Stuyven     | Lidl-Trek          | + 19 s          |
| 5.º | Kasper Asgreen     | Soudal Quick-Step  | + 21 s          |
| 6.º | Florian Vermeersch | Lotto Dstny        | + 21 s          |
| 7.º | Daan Hoole         | Lidl-Trek          | + 23 s          |
| 8.º | Mikkel Bjerg       | UAE Team Emirates  | + 24 s          |
| 9.º | Tobias Foss        | Jumbo-Visma        | + 25 s          |
| 10.º | Matej Mohorič      | Bahrain Victorious | + 26 s          |

### 3.ª etapa
| Aalter - Geraardsbergen | etapa escarpada | (171,2 km) |

| \| Clasificación de la etapa \| Clasificación de la etapa \| Clasificación de la etapa \| Clasificación de la etapa \| Clasificación de la etapa \| \| Ciclista \| Ciclista \| Equipo \| Tiempo \| \| \| ------------------------- \| ------------------------- \| ------------------------- \| ------------------------- \| ------------------------- \| \| 1.º \| Mike Teunissen \| Intermarché-Circus-Wanty \| 3 h 40 min 17 s \| \| \| 2.º \| Tim Wellens \| UAE Team Emirates \| + 0 s \| \| \| 3.º \| Axel Zingle \| Cofidis \| + 0 s \| \| \| 4.º \| Marc Hirschi \| UAE Team Emirates \| + 0 s \| \| \| 5.º \| Arnaud De Lie \| Lotto Dstny \| + 0 s \| \| \| 6.º \| Fred Wright \| Bahrain Victorious \| + 0 s \| \| \| 7.º \| Gianni Vermeersch \| Alpecin-Deceuninck \| + 0 s \| \| \| 8.º \| Matej Mohorič \| Bahrain Victorious \| + 0 s \| \| \| 9.º \| Yves Lampaert \| Soudal Quick-Step \| + 0 s \| \| \| 10.º \| Jasper De Buyst \| Lotto Dstny \| + 0 s \| \| |                   |                          |                 |
| |                   |                          |                 |
| Fuente: ProCyclingStats |                   |                          |                 |
| Clasificación de la etapa |                   |                          |                 |
| Ciclista | Ciclista          | Equipo                   | Tiempo          |
| 1.º | Mike Teunissen    | Intermarché-Circus-Wanty | 3 h 40 min 17 s |
| 2.º | Tim Wellens       | UAE Team Emirates        | + 0 s           |
| 3.º | Axel Zingle       | Cofidis                  | + 0 s           |
| 4.º | Marc Hirschi      | UAE Team Emirates        | + 0 s           |
| 5.º | Arnaud De Lie     | Lotto Dstny              | + 0 s           |
| 6.º | Fred Wright       | Bahrain Victorious       | + 0 s           |
| 7.º | Gianni Vermeersch | Alpecin-Deceuninck       | + 0 s           |
| 8.º | Matej Mohorič     | Bahrain Victorious       | + 0 s           |
| 9.º | Yves Lampaert     | Soudal Quick-Step        | + 0 s           |
| 10.º | Jasper De Buyst   | Lotto Dstny              | + 0 s           |

| \| Clasificación general \| Clasificación general \| Clasificación general \| Clasificación general \| Clasificación general \| \| Ciclista \| Ciclista \| Equipo \| Tiempo \| \| \| --------------------- \| --------------------- \| ------------------------ \| --------------------- \| --------------------- \| \| 1.º \| Tim Wellens \| UAE Team Emirates \| 7 h 47 min 16 s \| \| \| 2.º \| Yves Lampaert \| Soudal Quick-Step \| + 24 s \| \| \| 3.º \| Florian Vermeersch \| Lotto Dstny \| + 26 s \| \| \| 4.º \| Jasper Stuyven \| Lidl-Trek \| + 30 s \| \| \| 5.º \| Fred Wright \| Bahrain Victorious \| + 30 s \| \| \| 6.º \| Marc Hirschi \| UAE Team Emirates \| + 31 s \| \| \| 7.º \| Matej Mohorič \| Bahrain Victorious \| + 33 s \| \| \| 8.º \| Mike Teunissen \| Intermarché-Circus-Wanty \| + 34 s \| \| \| 9.º \| Axel Zingle \| Cofidis \| + 36 s \| \| \| 10.º \| Michał Kwiatkowski \| Ineos Grenadiers \| + 38 s \| \| |                    |                          |                 |
| |                    |                          |                 |
| Fuente: ProCyclingStats |                    |                          |                 |
| Clasificación general |                    |                          |                 |
| Ciclista | Ciclista           | Equipo                   | Tiempo          |
| 1.º | Tim Wellens        | UAE Team Emirates        | 7 h 47 min 16 s |
| 2.º | Yves Lampaert      | Soudal Quick-Step        | + 24 s          |
| 3.º | Florian Vermeersch | Lotto Dstny              | + 26 s          |
| 4.º | Jasper Stuyven     | Lidl-Trek                | + 30 s          |
| 5.º | Fred Wright        | Bahrain Victorious       | + 30 s          |
| 6.º | Marc Hirschi       | UAE Team Emirates        | + 31 s          |
| 7.º | Matej Mohorič      | Bahrain Victorious       | + 33 s          |
| 8.º | Mike Teunissen     | Intermarché-Circus-Wanty | + 34 s          |
| 9.º | Axel Zingle        | Cofidis                  | + 36 s          |
| 10.º | Michał Kwiatkowski | Ineos Grenadiers         | + 38 s          |

### 4.ª etapa
| Beringen - Peer | etapa llana | (179,4 km) |

| \| Clasificación de la etapa \| Clasificación de la etapa \| Clasificación de la etapa \| Clasificación de la etapa \| Clasificación de la etapa \| \| Ciclista \| Ciclista \| Equipo \| Tiempo \| \| \| ------------------------- \| ------------------------- \| ------------------------- \| ------------------------- \| ------------------------- \| \| 1.º \| Samuel Welsford \| Team DSM-Firmenich \| 3 h 57 min 36 s \| \| \| 2.º \| Olav Kooij \| Jumbo-Visma \| + 0 s \| \| \| 3.º \| Jasper Philipsen \| Alpecin-Deceuninck \| + 0 s \| \| \| 4.º \| Tim Merlier \| Soudal Quick-Step \| + 0 s \| \| \| 5.º \| Arnaud De Lie \| Lotto Dstny \| + 0 s \| \| \| 6.º \| Dylan Groenewegen \| Team Jayco AlUla \| + 0 s \| \| \| 7.º \| Max Kanter \| Movistar Team \| + 0 s \| \| \| 8.º \| Milan Fretin \| Team Flanders-Baloise \| + 0 s \| \| \| 9.º \| Laurence Pithie \| Groupama-FDJ \| + 0 s \| \| \| 10.º \| Arne Marit \| Intermarché-Circus-Wanty \| + 0 s \| \| |                   |                          |                 |
| |                   |                          |                 |
| Fuente: ProCyclingStats |                   |                          |                 |
| Clasificación de la etapa |                   |                          |                 |
| Ciclista | Ciclista          | Equipo                   | Tiempo          |
| 1.º | Samuel Welsford   | Team DSM-Firmenich       | 3 h 57 min 36 s |
| 2.º | Olav Kooij        | Jumbo-Visma              | + 0 s           |
| 3.º | Jasper Philipsen  | Alpecin-Deceuninck       | + 0 s           |
| 4.º | Tim Merlier       | Soudal Quick-Step        | + 0 s           |
| 5.º | Arnaud De Lie     | Lotto Dstny              | + 0 s           |
| 6.º | Dylan Groenewegen | Team Jayco AlUla         | + 0 s           |
| 7.º | Max Kanter        | Movistar Team            | + 0 s           |
| 8.º | Milan Fretin      | Team Flanders-Baloise    | + 0 s           |
| 9.º | Laurence Pithie   | Groupama-FDJ             | + 0 s           |
| 10.º | Arne Marit        | Intermarché-Circus-Wanty | + 0 s           |

| \| Clasificación general \| Clasificación general \| Clasificación general \| Clasificación general \| Clasificación general \| \| Ciclista \| Ciclista \| Equipo \| Tiempo \| \| \| --------------------- \| --------------------- \| ------------------------ \| --------------------- \| --------------------- \| \| 1.º \| Tim Wellens \| UAE Team Emirates \| 11 h 44 min 52 s \| \| \| 2.º \| Florian Vermeersch \| Lotto Dstny \| + 23 s \| \| \| 3.º \| Yves Lampaert \| Soudal Quick-Step \| + 23 s \| \| \| 4.º \| Jasper Stuyven \| Lidl-Trek \| + 30 s \| \| \| 5.º \| Fred Wright \| Bahrain Victorious \| + 30 s \| \| \| 6.º \| Mike Teunissen \| Intermarché-Circus-Wanty \| + 31 s \| \| \| 7.º \| Marc Hirschi \| UAE Team Emirates \| + 31 s \| \| \| 8.º \| Matej Mohorič \| Bahrain Victorious \| + 33 s \| \| \| 9.º \| Axel Zingle \| Cofidis \| + 34 s \| \| \| 10.º \| Matteo Trentin \| UAE Team Emirates \| + 36 s \| \| |                    |                          |                  |
| |                    |                          |                  |
| Fuente: ProCyclingStats |                    |                          |                  |
| Clasificación general |                    |                          |                  |
| Ciclista | Ciclista           | Equipo                   | Tiempo           |
| 1.º | Tim Wellens        | UAE Team Emirates        | 11 h 44 min 52 s |
| 2.º | Florian Vermeersch | Lotto Dstny              | + 23 s           |
| 3.º | Yves Lampaert      | Soudal Quick-Step        | + 23 s           |
| 4.º | Jasper Stuyven     | Lidl-Trek                | + 30 s           |
| 5.º | Fred Wright        | Bahrain Victorious       | + 30 s           |
| 6.º | Mike Teunissen     | Intermarché-Circus-Wanty | + 31 s           |
| 7.º | Marc Hirschi       | UAE Team Emirates        | + 31 s           |
| 8.º | Matej Mohorič      | Bahrain Victorious       | + 33 s           |
| 9.º | Axel Zingle        | Cofidis                  | + 34 s           |
| 10.º | Matteo Trentin     | UAE Team Emirates        | + 36 s           |

### 5.ª etapa
| Riemst - Bilzen | etapa escarpada | (187,3 km) |

| \| Clasificación de la etapa \| Clasificación de la etapa \| Clasificación de la etapa \| Clasificación de la etapa \| Clasificación de la etapa \| \| Ciclista \| Ciclista \| Equipo \| Tiempo \| \| \| ------------------------- \| ------------------------- \| ------------------------- \| ------------------------- \| ------------------------- \| \| 1.º \| Matej Mohorič \| Bahrain Victorious \| 4 h 11 min 15 s \| \| \| 2.º \| Matteo Trentin \| UAE Team Emirates \| + 0 s \| \| \| 3.º \| Søren Kragh Andersen \| Alpecin-Deceuninck \| + 0 s \| \| \| 4.º \| Jasper De Buyst \| Lotto Dstny \| + 0 s \| \| \| 5.º \| Arnaud De Lie \| Lotto Dstny \| + 4 s \| \| \| 6.º \| Jasper Stuyven \| Lidl-Trek \| + 4 s \| \| \| 7.º \| Jasper Philipsen \| Alpecin-Deceuninck \| + 4 s \| \| \| 8.º \| Mike Teunissen \| Intermarché-Circus-Wanty \| + 4 s \| \| \| 9.º \| Axel Zingle \| Cofidis \| + 4 s \| \| \| 10.º \| Yves Lampaert \| Soudal Quick-Step \| + 4 s \| \| |                      |                          |                 |
| |                      |                          |                 |
| Fuente: ProCyclingStats |                      |                          |                 |
| Clasificación de la etapa |                      |                          |                 |
| Ciclista | Ciclista             | Equipo                   | Tiempo          |
| 1.º | Matej Mohorič        | Bahrain Victorious       | 4 h 11 min 15 s |
| 2.º | Matteo Trentin       | UAE Team Emirates        | + 0 s           |
| 3.º | Søren Kragh Andersen | Alpecin-Deceuninck       | + 0 s           |
| 4.º | Jasper De Buyst      | Lotto Dstny              | + 0 s           |
| 5.º | Arnaud De Lie        | Lotto Dstny              | + 4 s           |
| 6.º | Jasper Stuyven       | Lidl-Trek                | + 4 s           |
| 7.º | Jasper Philipsen     | Alpecin-Deceuninck       | + 4 s           |
| 8.º | Mike Teunissen       | Intermarché-Circus-Wanty | + 4 s           |
| 9.º | Axel Zingle          | Cofidis                  | + 4 s           |
| 10.º | Yves Lampaert        | Soudal Quick-Step        | + 4 s           |

## Clasificaciones finales
- Las clasificaciones finalizaron de la siguiente forma:[2]

### Clasificación general
| \| Clasificación general \| Clasificación general \| Clasificación general \| Clasificación general \| Clasificación general \| \| Ciclista \| Ciclista \| Equipo \| Tiempo \| \| \| --------------------- \| --------------------- \| ------------------------ \| --------------------- \| --------------------- \| \| 1.º \| Tim Wellens \| UAE Team Emirates \| 15 h 51 min 52 s \| \| \| 2.º \| Florian Vermeersch \| Lotto Dstny \| + 23 s \| \| \| 3.º \| Yves Lampaert \| Soudal Quick-Step \| + 23 s \| \| \| 4.º \| Jasper Stuyven \| Lidl-Trek \| + 30 s \| \| \| 5.º \| Mike Teunissen \| Intermarché-Circus-Wanty \| + 31 s \| \| \| 6.º \| Marc Hirschi \| UAE Team Emirates \| + 31 s \| \| \| 7.º \| Matej Mohorič \| Bahrain Victorious \| + 33 s \| \| \| 8.º \| Axel Zingle \| Cofidis \| + 34 s \| \| \| 9.º \| Matteo Trentin \| UAE Team Emirates \| + 36 s \| \| \| 10.º \| Søren Kragh Andersen \| Alpecin-Deceuninck \| + 40 s \| \| |                      |                          |                  |
| |                      |                          |                  |
| Fuente: ProCyclingStats |                      |                          |                  |
| Clasificación general |                      |                          |                  |
| Ciclista | Ciclista             | Equipo                   | Tiempo           |
| 1.º | Tim Wellens          | UAE Team Emirates        | 15 h 51 min 52 s |
| 2.º | Florian Vermeersch   | Lotto Dstny              | + 23 s           |
| 3.º | Yves Lampaert        | Soudal Quick-Step        | + 23 s           |
| 4.º | Jasper Stuyven       | Lidl-Trek                | + 30 s           |
| 5.º | Mike Teunissen       | Intermarché-Circus-Wanty | + 31 s           |
| 6.º | Marc Hirschi         | UAE Team Emirates        | + 31 s           |
| 7.º | Matej Mohorič        | Bahrain Victorious       | + 33 s           |
| 8.º | Axel Zingle          | Cofidis                  | + 34 s           |
| 9.º | Matteo Trentin       | UAE Team Emirates        | + 36 s           |
| 10.º | Søren Kragh Andersen | Alpecin-Deceuninck       | + 40 s           |

### Clasificación por puntos
| Clasificación por puntos | Clasificación por puntos | Clasificación por puntos | Clasificación por puntos | Clasificación por puntos |
| Ciclista                 | Ciclista                 | Equipo                   | Puntos                   |                          |
| ------------------------ | ------------------------ | ------------------------ | ------------------------ | ------------------------ |
| 1.º                      | Arnaud De Lie            | Lotto Dstny              | 70 pts                   |                          |
| 2.º                      | Jasper Philipsen         | Alpecin-Deceuninck       | 65 pts                   |                          |
| 3.º                      | Matej Mohorič            | Bahrain Victorious       | 52 pts                   |                          |
| 4.º                      | Tim Wellens              | UAE Team Emirates        | 50 pts                   |                          |
| 5.º                      | Olav Kooij               | Jumbo-Visma              | 47 pts                   |                          |
| 6.º                      | Tim Merlier              | Soudal Quick-Step        | 44 pts                   |                          |
| 7.º                      | Yves Lampaert            | Soudal Quick-Step        | 43 pts                   |                          |
| 8.º                      | Mike Teunissen           | Intermarché-Circus-Wanty | 42 pts                   |                          |
| 9.º                      | Matteo Trentin           | UAE Team Emirates        | 40 pts                   |                          |
| 10.º                     | Jasper Stuyven           | Lidl-Trek                | 34 pts                   |                          |

### Clasificación de la combatividad
| Clasificación de la combatividad | Clasificación de la combatividad | Clasificación de la combatividad | Clasificación de la combatividad | Clasificación de la combatividad |
| Ciclista                         | Ciclista                         | Equipo                           | Puntos                           |                                  |
| -------------------------------- | -------------------------------- | -------------------------------- | -------------------------------- | -------------------------------- |
| 1.º                              | Aaron Van Poucke                 | Team Flanders-Baloise            | 39 pts                           |                                  |
| 2.º                              | Ceriel Desal                     | Bingoal WB                       | 33 pts                           |                                  |
| 3.º                              | Ludovic Robeet                   | Bingoal WB                       | 31 pts                           |                                  |
| 4.º                              | Senne Leysen                     | Alpecin-Deceuninck               | 27 pts                           |                                  |
| 5.º                              | Andrey Amador                    | EF Education-EasyPost            | 25 pts                           |                                  |
| 6.º                              | Derek Gee                        | Israel-Premier Tech              | 21 pts                           |                                  |
| 7.º                              | Kamiel Bonneu                    | Team Flanders-Baloise            | 16 pts                           |                                  |
| 8.º                              | Milan Fretin                     | Team Flanders-Baloise            | 12 pts                           |                                  |
| 9.º                              | Cameron Wurf                     | Ineos Grenadiers                 | 11 pts                           |                                  |
| 10.º                             | Arne Marit                       | Intermarché-Circus-Wanty         | 10 pts                           |                                  |

### Clasificación por equipos
| Clasificación por equipos | Clasificación por equipos | Clasificación por equipos | Clasificación por equipos |
| Equipo                    | Equipo                    | Tiempo                    |                           |
| ------------------------- | ------------------------- | ------------------------- | ------------------------- |
| 1.º                       | UAE Team Emirates         | 47 h 36 min 57 s          |                           |
| 2.º                       | Lotto Dstny               | + 29 s                    |                           |
| 3.º                       | Soudal Quick-Step         | + 1 min 39 s              |                           |
| 4.º                       | Bahrain Victorious        | + 1 min 51 s              |                           |
| 5.º                       | Intermarché-Circus-Wanty  | + 1 min 51 s              |                           |
| 6.º                       | EF Education-EasyPost     | + 2 min 32 s              |                           |
| 7.º                       | AG2R Citroën Team         | + 2 min 55 s              |                           |
| 8.º                       | Lidl-Trek                 | + 3 min 42 s              |                           |
| 9.º                       | Israel-Premier Tech       | + 4 min 46 s              |                           |
| 10.º                      | Ineos Grenadiers          | + 5 min 59 s              |                           |

## Evolución de las clasificaciones
| Etapa                   |                         | Ganador _        | Clasificación general | Puntos           | Jóvenes        | Combatividad     | Equipo _          |
| ----------------------- | ----------------------- | ---------------- | --------------------- | ---------------- | -------------- | ---------------- | ----------------- |
| 1.ª etapa               | etapa llana             | Jasper Philipsen | Jasper Philipsen      | Jasper Philipsen | Olav Kooij     | Ludovic Robeet   | Cofidis           |
| 2.ª etapa               | contrarreloj individual | Joshua Tarling   | Joshua Tarling        | Joshua Tarling   | Joshua Tarling | Ludovic Robeet   | Ineos Grenadiers  |
| 3.ª etapa               | etapa escarpada         | Mike Teunissen   | Tim Wellens           | Tim Wellens      | Arnaud De Lie  | Ludovic Robeet   | UAE Team Emirates |
| 4.ª etapa               | etapa llana             | Samuel Welsford  | Tim Wellens           | Arnaud De Lie    | Arnaud De Lie  | Aaron Van Poucke | UAE Team Emirates |
| 5.ª etapa               | etapa escarpada         | Matej Mohorič    | Tim Wellens           | Arnaud De Lie    | Arnaud De Lie  | Aaron Van Poucke | UAE Team Emirates |
| Clasificaciones finales | Clasificaciones finales |                  | Tim Wellens           | Arnaud De Lie    | Arnaud De Lie  | Aaron Van Poucke | UAE Team Emirates |

## Ciclistas participantes y posiciones finales
Convenciones:
- AB-N: Abandono en la etapa "N"
- FLT-N: Retiro por llegada fuera del límite de tiempo en la etapa "N"
- NTS-N: No tomó la salida para la etapa "N"
- DES-N: Descalificado o expulsado en la etapa "N"

## UCI World Ranking
El Renewi Tour otorgó puntos para el UCI World Ranking para corredores de los equipos en las categorías UCI WorldTeam, UCI ProTeam y Continental. Las siguientes tablas son el baremo de puntuación y los diez corredores que obtuvieron más puntos:
| Posición              | 1.º | 2.º | 3.º | 4.º | 5.º | 6.º | 7.º | 8.º | 9.º | 10.º | 11.º | 12.º | 13.º | 14.º | 15.º | 16.º-20.º | 21.º-30.º | 31.º-50.º | 51.º-55.º | 56.º-60.º |
| Clasificación general | 400 | 320 | 260 | 220 | 180 | 140 | 120 | 100 | 80  | 68   | 56   | 48   | 40   | 32   | 28   | 24        | 16        | 8         | 4         | 2         |
| Por etapa             | 50  | 30  | 25  | 20  | 15  | 10  | 8   | 6   | 3   | 1    |      |      |      |      |      |           |           |           |           |           |
| Líder                 | 8   |     |     |     |     |     |     |     |     |      |      |      |      |      |      |           |           |           |           |           |

| Clasificación |                    |                          |         |       |       |       |
| Ciclista      | Ciclista           | Equipo                   | General | Etapa | Líder | Total |
| ------------- | ------------------ | ------------------------ | ------- | ----- | ----- | ----- |
| 1.º           | Tim Wellens        | UAE Team Emirates        | 400     | 60    | 16    | 476   |
| 2.º           | Florian Vermeersch | Lotto Dstny              | 320     | 15    | -     | 343   |
| 3.º           | Yves Lampaert      | Soudal Quick-Step        | 260     | 29    | -     | 289   |
| 4.º           | Jasper Stuyven     | Lidl-Trek                | 220     | 30    | -     | 250   |
| 5.º           | Mike Teunissen     | Intermarché-Circus-Wanty | 180     | 56    | -     | 236   |
| 6.º           | Matej Mohorič      | Bahrain Victorious       | 120     | 57    | -     | 177   |
| 7.º           | Marc Hirschi       | UAE Team Emirates        | 140     | 20    | -     | 160   |
| 8.º           | Axel Zingle        | Cofidis                  | 100     | 28    | -     | 128   |
| 9.º           | Matteo Trentin     | UAE Team Emirates        | 80      | 40    | -     | 110   |
| 10.º          | Jasper Philipsen   | Alpecin-Deceuninck       | 8       | 83    | 8     | 99    |